# Riviera di Rimini Challenger 2010
Il Riviera di Rimini Challenger 2010 è un torneo professionistico di tennis maschile giocato sulla terra rossa, che faceva parte dell'ATP Challenger Tour 2010. Si è giocato a Rimini in Italia dal 12 al 18 luglio 2010.

## Partecipanti

### Teste di serie
| Nazionalità | Giocatore            | Ranking* | Testa di serie |
| ----------- | -------------------- | -------- | -------------- |
| Turchia     | Marsel İlhan         | 103      | 1              |
| Italia      | Filippo Volandri     | 106      | 2              |
| Italia      | Paolo Lorenzi        | 120      | 3              |
| Slovenia    | Grega Žemlja         | 123      | 4              |
| Argentina   | Federico Delbonis    | 134      | 5              |
| Belgio      | Steve Darcis         | 139      | 6              |
| Spagna      | Albert Ramos Viñolas | 142      | 7              |
| Romania     | Adrian Ungur         | 148      | 8              |

- Ranking al 5 luglio 2010.

### Altri partecipanti
Giocatori che hanno ricevuto una wild card:
- Flavio Cipolla
- Federico Gaio
- Alessandro Giannessi
- Daniele Giorgini

Giocatori passati dalle qualificazioni:
- Pedro Clar-Rosselló
- Stefano Galvani
- Gianluca Naso
- Nicolas Renavand (Lucky Loser)
- Walter Trusendi
- Herbert Wiltschnig (Lucky Loser)

## Campioni

### Singolare
Paolo Lorenzi ha battuto in finale  Federico Delbonis con il punteggio di 6–2, 6–0

### Doppio
Giulio di Meo /  Adrian Ungur hanno battuto in finale  Juan Pablo Brzezicki /  Alexander Peya con il punteggio di 7–6(6), 3–6, [10–7]